# Schloss Wildenbruch

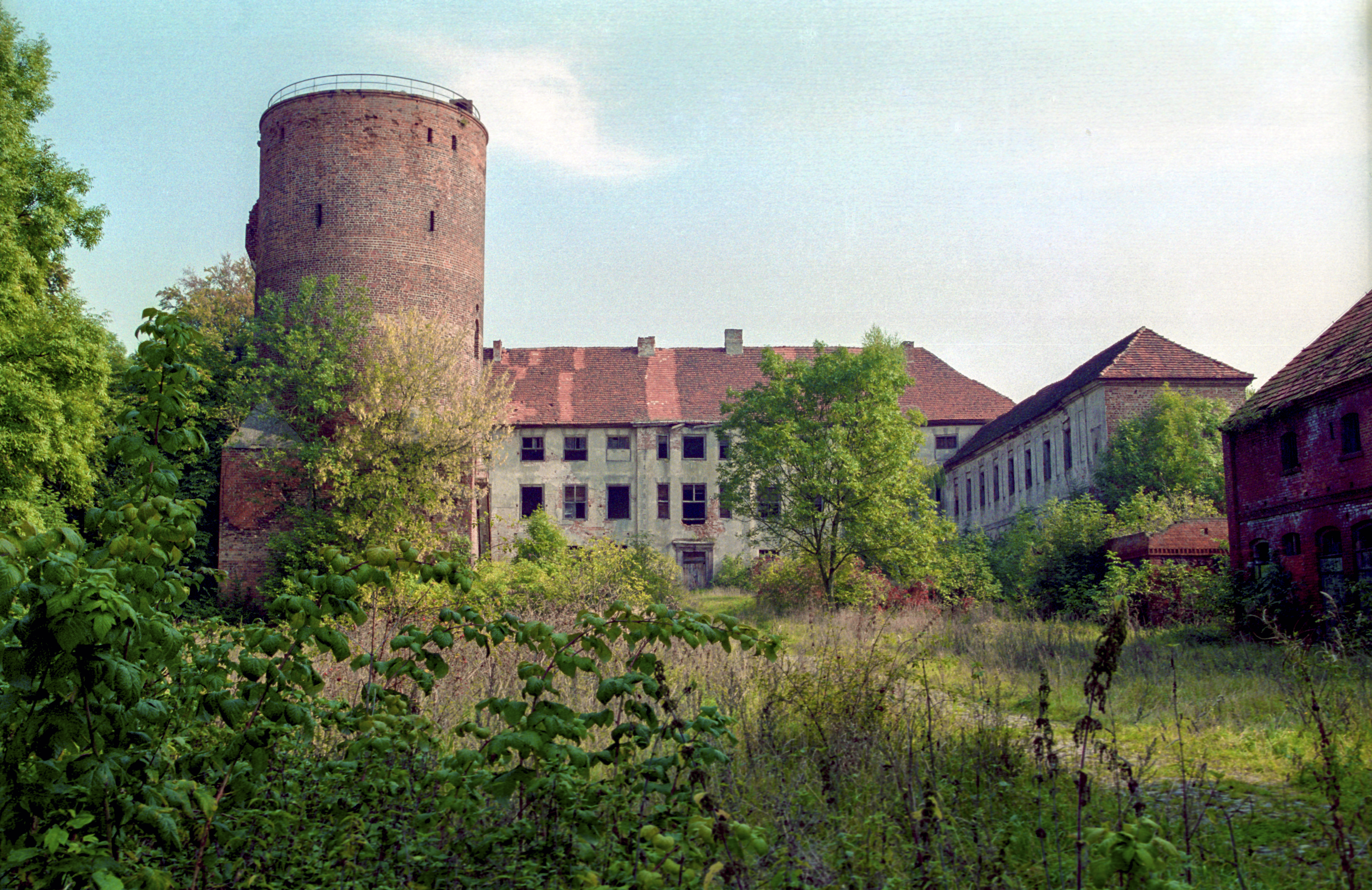
Ruine von Schloss Wildenbruch

Schloss Wildenbruch (polnisch Zamek Swobnica) ist die Ruine eines Schlosses in Swobnica (deutsch: Wildenbruch) in der Woiwodschaft Westpommern in Polen. Die Schlossruine liegt etwa 40 Kilometer südlich von Stettin und etwa 20 Kilometer östlich von Schwedt/Oder am Ufer eines verlandeten Sees. Das Schloss wurde im 14. Jahrhundert im Herzogtum Pommern als Ordensburg der Johanniterkommende Wildenbruch errichtet, später zu einem Barockschloss umgebaut und im 19. Jahrhundert wiederum umgebaut.

## Geschichte
Der Name „Wildenbruke“, taucht 1345 erstmals in einer Urkunde über einen Streitfall der Stadt Bahn mit dem Johanniterorden auf. Das Anwesen gehörte damals zur Johanniterkommende in Rörchen, die 1373 zerstört wurde. 1377 wurde den Johannitern von den pommerschen Herzögen Swantibor III. und Bogislaw VII. der Bau einer neuen Burg bei Wildenbruch gestattet. Die neue Ordensburg wurde auf einer Insel in einem See, der später als Schlosssee bezeichnet wurde, errichtet. Im Jahr 1382 wurde der Sitz der Komturei hierher verlegt. In einem Lehensbrief stattete Herzog Bogislaw X. den Orden mit zahlreichen Privilegien aus.
Nach der Reformation gehörte die Kommende Wildenbruch zur 1538 evangelisch gewordenen Ballei Brandenburg des Johanniterordens. Mit der Aufteilung Pommerns 1541 gelangte die Kommende Wildenbruch an Pommern-Wolgast. Wildenbruch wurde zeitweise von herzoglichen Beamten regiert, da Herzog Philipp I. den Komtur von der Marwitz nicht anerkannte. Zu dieser Zeit wurden mehrere Inventare der Burg angefertigt, die überliefert sind. In den Jahren 1544 und 1545 wies Kaiser Karl V. Philipp I. an, die Rechte des Ordens zu beachten. 1547 kam es zu einer Einigung mit dem Herzog und der Orden kehrte daraufhin nach Wildenbruch zurück, um die pommersche Grenze zu schützen. Der Orden sollte Schloss Wildenbruch wieder gut mit Geschütz und Rüstung versehen. Für 1560 und 1576 sind ebenfalls Inventare überliefert. Ab 1610 war der Sitz der Komturei in Sonnenburg.
Im Dreißigjährigen Krieg war Wildenbruch 1629 von kaiserlichen Truppen besetzt, ab 1631 von schwedischen Truppen. Nach Ende des Krieges 1648 verblieb das Bahner Land durch den Friedensvertrag von Osnabrück bei Schweden. Wildenbruch wurde Privatbesitz der Königin Christina von Schweden, die die Burg dem Hofkanzler Johann Adler Salvius schenkte.
Nach der Schlacht von Fehrbellin fiel ganz Pommern an Brandenburg, und Kurfürst Friedrich Wilhelm übertrug Schloss Wildenbruch an Georg Freiherr von Derfflinger. Nach dem Frieden von St. Germain wurde der Großteil Pommerns wieder schwedisch, das Bahner Land bleib brandenburgisch. Im Jahr 1680 kaufte Kurfürstin Dorothea Schloss Wildenbruch, die es der Herrschaft Wildenbruch-Schwedt eingliederte. In den folgenden Jahren wurde die Burg zu einem Barockschloss umgebaut.
Wildenbruch fiel nach Dorotheas Tod an Philipp Wilhelm, Markgraf von Brandenburg-Schwedt. Seinem Sohn Friedrich Wilhelm, dem „tollen Markgrafen“, diente Wildenbruch als Rückzugsort. Ab 1788 fiel Wildenbruch an die Hauptlinie der Hohenzollern, wurde 1873 Krondomäne und blieb bis 1919 Privatbesitz der Hohenzollern. Im 19. Jahrhundert wurde das Schloss umgebaut. Im Zweiten Weltkrieg diente das Schloss Stettiner Museen als Auslagerungsort.
Nachdem die Region als Folge des Zweiten Weltkriegs 1945 an Polen gefallen war, wurde die Anlage durch einen staatlichen landwirtschaftlichen Betrieb genutzt. Nach Ende des Sozialismus war das Schloss in wechselndem Privatbesitz und verfiel weiter.
Nach Vermittlung des Berliner Vereins Wildenbruch Swobnica e. V. kam das Schloss in Besitz der Stadt Banie und wird seither restauriert.

## Bauwerk
Die wesentlichen Bauphasen des heutigen Baus entstanden von 1377 bis 1382 und von 1680 bis 1690. Das Haupthaus der vormaligen Ordensburg zeichnet sich in der heutigen Dreiflügelanlage ab, deren drei Seiten auf die Ringmauer zurückgehen. Von der ehemaligen Vorburg ist im Gelände nichts mehr sichtbar. Auch der Turm des heutigen Baus geht auf den Bergfried der Ordensburg zurück.